# Parti populaire conservateur
Pour les articles homonymes, voir Parti populaire conservateur (homonymie).
Le Parti populaire conservateur (en danois : Det Konservative Folkeparti) est un parti politique danois. Jusqu'en 1915, il était connu en tant que Højre (Droite). Il est dirigé par Søren Pape Poulsen jusqu'à sa disparition, puis est remplacé par la députée danoise Mona Juul.

## Histoire

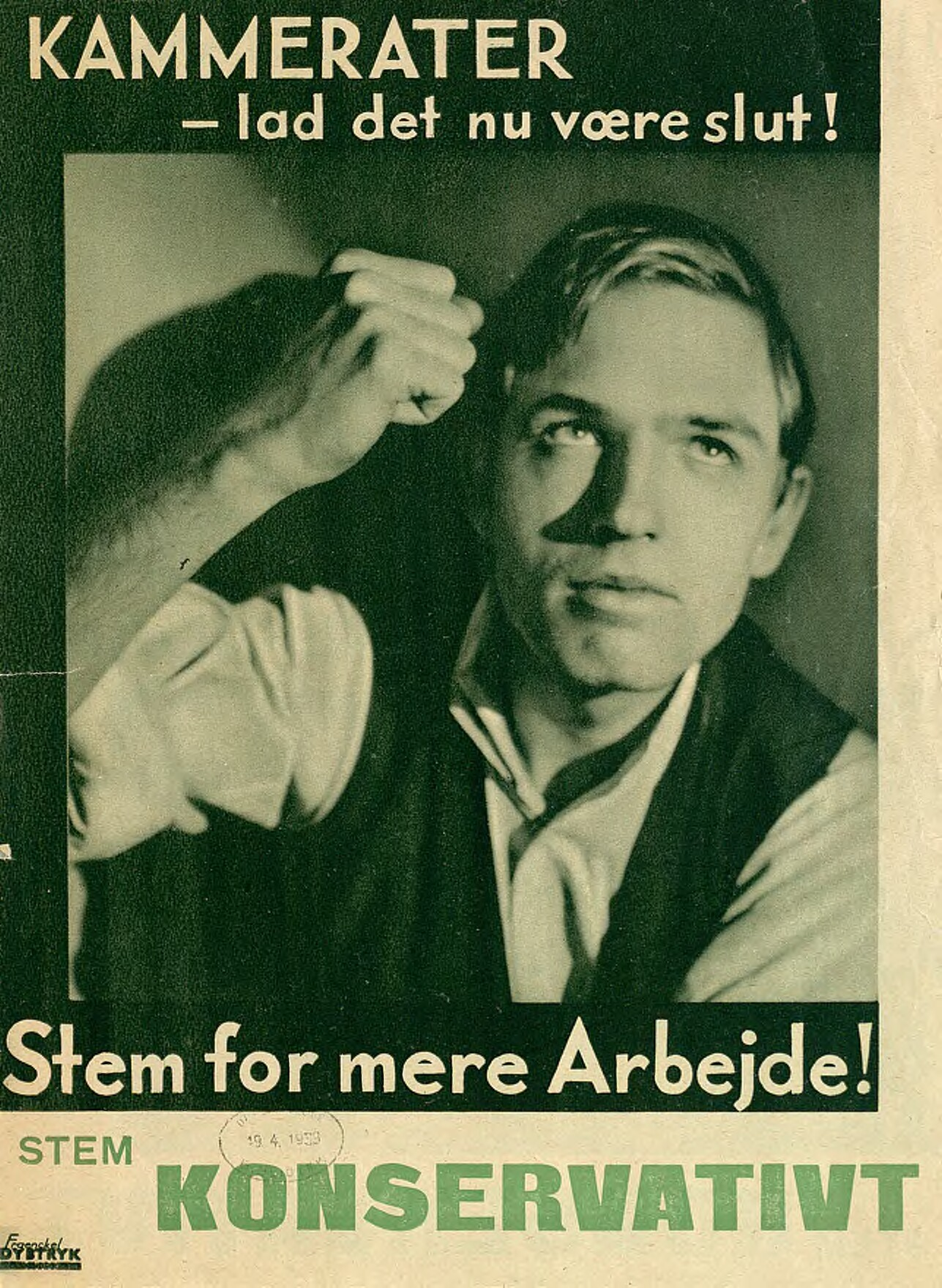
Affiche de campagne de 1939.

### Un seul Premier ministre
Le parti a participé à de nombreuses coalitions gouvernementales mais seulement un premier ministre (statsminister en danois), Poul Schlüter, est issu de ce parti. Il a été en fonction de 1982 à 1993.

### Depuis 2001
De 2001 à 2011, le Parti conservateur a été un parti allié à la coalition gouvernementale menée par Venstre.
Aux élections 2004 du Parlement européen, Gitte Seeberg a gagné un siège pour son parti. Au parlement elle est membre du Groupe du Parti populaire européen et des Démocrates européens (PPE-DE), en tant que membre du Parti populaire européen. Au niveau international, il est membre de l'Union démocrate internationale.
Aux élections parlementaires danoises de 2007 (pour le Folketing, le parlement danois) les Conservateurs ont gagné 18 sièges, comme en 2005, en obtenant 10,4 % des votes. Il est le cinquième parti en termes d'effectifs au parlement après le Parti libéral, les Sociaux-démocrate, le Parti populaire danois et le Parti populaire socialiste.
En 2006, un des membres du parti, Per Stig Møller, alors ministre des Affaires étrangères a été au premier plan de la scène internationale lors de la crise des caricatures de Mahomet.
Sa présidente, Lene Espersen, est devenu la première femme à diriger la diplomatie danoise en 2010, étant remplacée à la tête du parti en 2011 par Lars Barfoed.
En perdant les élections au Folketing en 2011, avec seulement 174 580 voix, soit 4,90 %, en diminution de 5,50 points, et 8 députés, en diminution de 10, il est le principal responsable de la chute du gouvernement de droite.

## Idéologie
Le parti milite pour la réduction des dépenses publiques et de la fiscalité sur les hauts revenus.

## Dirigeants
- Emil Piper : 1916-1928
- Charles Tvede : 1928-1932
- John Christmas Møller : 1932-1939
- Vilhelm Fibiger : 1939-1948
- Halfdan Hendriksen : 1948-1957
- Einar Foss : 1957-1965
- Knud Thestrup : 1965-1972
- Erik Haunstrup Clemmensen : 1972-1974
- Poul Schlüter : 1974-1977
- Ib Stetter : 1977-1981
- Poul Schlüter : 1981-1993
- Torben Rechendorff : 1993-1995
- Hans Engell : 1995-1997
- Per Stig Møller : 1997-1998
- Pia Christmas-Møller : 1998-2000
- Bendt Bendtsen : 2000-2008
- Lene Espersen : 2008-2011
- Lars Barfoed : 2011-2014
- Søren Pape Poulsen : 2014-2024
- Mona Juul : depuis 2024

## Résultats électoraux

### Élections parlementaires
| Année          | %    | Mandats  | Rang | Gouvernement |
| -------------- | ---- | -------- | ---- | --- |
| 1918           | 18,3 | 22 / 179 | 4e   | Opposition |
| avril 1920     | 19,7 | 28 / 179 | 3e   | Opposition |
| juillet 1920   | 18,9 | 26 / 179 | 3e   | Opposition |
| septembre 1920 | 17,9 | 29 / 179 | 3e   | Opposition |
| 1924           | 18,9 | 28 / 179 | 3e   | Opposition |
| 1926           | 20,6 | 30 / 179 | 3e   | Opposition |
| 1929           | 16,5 | 24 / 179 | 3e   | Opposition |
| 1932           | 18,7 | 27 / 179 | 3e   | Opposition |
| 1935           | 17,8 | 26 / 179 | 2e   | Opposition |
| 1939           | 17,8 | 26 / 179 | 3e   | Opposition (1939-1940), Cabinets Thorvald Stauning V (1940), VI (1940-1942), Vilhelm Buhl I (1942) et Cabinet Erik Scavenius (1942-1943) |
| 1943           | 21,0 | 31 / 179 | 2e   | Pas de gouvernement |
| 1945           | 18,2 | 26 / 179 | 3e   | Opposition |
| 1947           | 12,4 | 17 / 179 | 3e   | Opposition |
| 1950           | 17,8 | 27 / 179 | 3e   | Cabinet Erik Eriksen |
| avril 1953     | 17,3 | 28 / 179 | 3e   | Cabinet Erik Eriksen |
| septembre 1953 | 16,8 | 30 / 179 | 3e   | Opposition |
| 1957           | 16,6 | 30 / 179 | 3e   | Opposition |
| 1960           | 17,9 | 32 / 179 | 3e   | Opposition |
| 1964           | 20,1 | 36 / 179 | 3e   | Opposition |
| 1966           | 18,7 | 34 / 179 | 3e   | Opposition |
| 1968           | 20,4 | 37 / 179 | 2e   | Cabinet Hilmar Baunsgaard |
| 1971           | 16,7 | 31 / 179 | 2e   | Opposition |
| 1973           | 9,2  | 16 / 179 | 5e   | Opposition |
| 1975           | 5,5  | 10 / 179 | 5e   | Opposition |
| 1977           | 8,5  | 15 / 179 | 4e   | Opposition |
| 1979           | 12,5 | 22 / 179 | 3e   | Opposition |
| 1981           | 14,5 | 26 / 179 | 2e   | Opposition |
| 1984           | 23,4 | 42 / 179 | 2e   | Cabinet Poul Schlüter I |
| 1987           | 20,8 | 38 / 179 | 2e   | Cabinet Poul Schlüter II |
| 1988           | 19,3 | 35 / 179 | 2e   | Cabinet Poul Schlüter III |
| 1990           | 16,0 | 30 / 179 | 2e   | Cabinet Poul Schlüter IV (1990-1993), opposition (1993-1994)                                                                             |
| 1994           | 15,0 | 27 / 179 | 3e   | Opposition |
| 1998           | 8,9  | 16 / 179 | 3e   | Opposition |
| 2001           | 9,1  | 16 / 179 | 4e   | Cabinet Anders Fogh Rasmussen I |
| 2005           | 10,3 | 18 / 179 | 4e   | Cabinet Anders Fogh Rasmussen II |
| 2007           | 10,4 | 18 / 179 | 5e   | Cabinets Anders Fogh Rasmussen III (2007-2009) et Lars Løkke Rasmussen (2009-2011)                                                       |
| 2011           | 4,9  | 8 / 179  | 8e   | Opposition |
| 2015           | 3,4  | 6 / 179  | 9e   | Soutien à Lars Løkke Rasmussen II (2015-2016) et participation à Lars Løkke Rasmussen III (2016-2019)                                    |
| 2019           | 6,6  | 12 / 179 | 7e   | Opposition |
| 2022           | 5,5  | 10 / 179 | 7e   | Opposition |

### Élections européennes
| Année | %      | Mandats | Tête de liste         | Rang | Groupe          |
| ----- | ------ | ------- | --------------------- | ---- | --------------- |
| 1979  | 14,0 % | 2 / 15  | Poul Møller           | 4e   | DE              |
| 1984  | 20,7 % | 4 / 15  | Poul Møller           | 1er  | DE              |
| 1989  | 13,3 % | 2 / 16  | Marie Jepsen          | 4e   | DE, puis PPE-DE |
| 1994  | 17,7 % | 3 / 16  | Poul Schlüter         | 2e   | PPE-DE          |
| 1999  | 8,5 %  | 1 / 16  | Christian Rovsing     | 5e   | PPE-DE          |
| 2004  | 11,3 % | 1 / 14  | Gitte Seeberg         | 3e   | PPE-DE          |
| 2009  | 12,7 % | 1 / 13  | Bendt Bendtsen        | 5e   | PPE             |
| 2014  | 9,2 %  | 1 / 13  | Bendt Bendtsen        | 5e   | PPE             |
| 2019  | 6,18 % | 1 / 14  | Pernille Weiss        | 6e   | PPE             |
| 2024  | 8,84 % | 1 / 14  | Niels Flemming Hansen | 4e   | PPE             |